# Задорожній Сергій Сергійович
Сергі́й Сергі́йович Задорожній (21 березня 1979, Бахмут, УРСР, СРСР) — український футзаліст, головний тренер клубу «Спартак-Донецьк». Майстер спорту з футзалу.

## Біографія
Сергій Задорожній народився в Бахмуті, Донецької області. Згодом переїхав до міста Красногорівка, де й навчався в середній школі № 2, після якої вступив до ПТУ 143, а потім в Донецькому державному інституті здоров'я, фізичної культури і спорту і одночасно займався футболом у дитячого тренера Миколи Михайловича Теплова граючи за місцеву команду «Вогнетривник». Потім грав за «Вуглик», що представляв донецьку команду «Трудівська» у Юрія Захарова. До 16 років займався футболом .
У 1997 році почав грати у футзал за команду «Капітал» у другій лізі. Після цієї команди кар'єра Сергія стрімко пішла вгору: донецькі «Укрсплав» і «Телеком», з якого він був запрошений до лав тодішнього флагмана українського футзалу — «Шахтаря», який тоді тренував Олег Солодовник. У складі «гірників» Задорожній виграв усі українські трофеї, взяв участь у п'яти розіграшах Кубку УЄФА з футзалу, в яких відзначився 9 разів, в сезоні 2005/2006 дійшовши до півфіналу. Після 7 сезонів у складі «Шахтаря», не зважаючи на пропозицію від львівської «Енергії», Задорожній перейшов у київську «Планету-Міст», яку тоді очолював відомий заслужений тренер України Валерій Водян. У складі киян Сергій провів один сезон, в якому зіграти в повну силу завадила травма, по закінченні якого команда припинила своє існування.
Після цього Сергій опинився у львівській «Енергії». Відпрацювавши контракт з «енергетиками» 5 липня 2011 року отримав статус вільного агента і незабаром перейшов в «Єнакієвець», в якому відзначився в першому ж матчі, проте затримався теж лише на сезон. Перед початком сезону 2012/2013 перейшов у польський клуб «Вісла Кракбет». У першому ж матчі в новій команді Сергію вдалося відзначитися дублем. Перед сезоном 2014/15 перейшов у білоруський клуб «Форте».
На початку 2016 року став головним тренером «Форте», поєднуючи цю посаду з обов'язками гравця.
У липні 2018 року очолив івано-франківський «Ураган-2 КФВ».
Разом зі збірною України зайняв друге місце на «Кубку Алгарве-2006» та третє місце на «Гран-прі IV» у 2008 році в бразильському місті Форталеза.

## Титули та досягнення
- Чемпіон України (5): 2001/02, 2003/04, 2004/05, 2005/06, 2007/08
- Чемпіон Польщі: 2012/2013
- Срібний призер чемпіонату України: 2002/03
- Бронзовий призер чемпіонату України (2): 2006/07, 2009/10
- Бронзовий призер чемпіонату Польщі: 2013/2014
- Володар Кубка України (4): 2002/03, 2003/04, 2005/06, 2010/11
- Володар Кубка Польщі: 2013/2014
- Володар Суперкубка України (2): 2004/05, 2005/06
- Півфіналіст Кубка УЄФА: 2005/2006
- Найкращий гравець «Шахтаря» у 2005 році
- Найкращий закордонний гравець на турнірі «Петербурзька осінь-2002» (у складі збірної України)[13]

### Статистика виступів
| Сезон     | Клуб                     | Ліга        | Чемпіонат | Чемпіонат | Кубок | Кубок | Суперкубок | Суперкубок |
| Сезон     | Клуб                     | Ліга        | Ігри      | Голи      | Ігри  | Голи  | Ігри       | Голи       |
| --------- | ------------------------ | ----------- | --------- | --------- | ----- | ----- | ---------- | ---------- |
| 1998—1999 | «Укрсплав» (Донецьк)     | Вища ліга   | 19        | 23        | ?     | ?     | 0          | 0          |
| 1999—2000 | «Укрсплав» (Донецьк)     | Вища ліга   | 17        | 5         | ?     | ?     | 0          | 0          |
| 2000—2001 | «Телеком» (Донецьк)      | Вища ліга   | 30        | 20        | ?     | ?     | 0          | 0          |
| 2001—2002 | МФК «Шахтар» (Донецьк)   | Вища ліга   | 32        | 14        | ?     | ?     | 0          | 0          |
| 2002—2003 | МФК «Шахтар» (Донецьк)   | Вища ліга   | 26        | 16        | ?     | ?     | 0          | 0          |
| 2003—2004 | МФК «Шахтар» (Донецьк)   | Вища ліга   | 31        | 18        | ?     | ?     | 0          | 0          |
| 2004—2005 | МФК «Шахтар» (Донецьк)   | Вища ліга   | 17        | 19        | ?     | ?     | 0          | 0          |
| 2005—2006 | МФК «Шахтар» (Донецьк)   | Вища ліга   | 32        | 14        | ?     | ?     | 1          | 1          |
| 2006—2007 | МФК «Шахтар» (Донецьк)   | Вища ліга   | 33        | 8         | ?     | ?     | 1          | 0          |
| 2007—2008 | МФК «Шахтар» (Донецьк)   | Вища ліга   | 20        | 10        | ?     | ?     | 0          | 0          |
| 2008—2009 | «Планета-Міст» (Київ)    | Вища ліга   | 9         | 2         | ?     | ?     | 0          | 0          |
| 2009—2010 | «Енергія» (Львів)        | Вища ліга   | 30        | 14        | 4     | 1     | 0          | 0          |
| 2010—2011 | «Енергія» (Львів)        | Вища ліга   | 24        | 4         | 7     | 2     | 0          | 0          |
| 2011—2012 | «Єнакієвець» (Єнакієве)  | Екстра-ліга | ?         | 2         | ?     | ?     | 0          | 0          |
| 2012—2013 | «Вісла Кракбет» (Краків) | Екстракласа | 31        | 19        | 3     | 2     | 0          | 0          |
| 2013—2014 | «Вісла Кракбет» (Краків) | Екстракласа | 16        | 12        | 3     | 3     | 1          | 0          |
| 2014—2015 | «Форте» (Могильов)       | Вища ліга   | 21        | 14        | 3     | 3     | 0          | 0          |
| 2015—2016 | «Форте» (Могильов)       | Вища ліга   | 27        | 17        | ?     | ?     | 0          | 0          |
| 2016—2017 | «Форте» (Могильов)       | Вища ліга   | 8         | 3         | ?     | ?     | 0          | 0          |